# Zespół przyrodniczo-krajobrazowy „Majowa Góra”
Zespół Przyrodniczo-Krajobrazowy „Majowa Góra” – zespół przyrodniczo-krajobrazowy utworzony Uchwałą Nr XXI/153/94 Rady Miejskiej w Przedborzu z dnia 23 marca 1994 roku, na powierzchni 3,9 ha.

## Charakterystyka
Obszar leży we wsi Wola Przedborska w gminie Przedbórz tuż przy granicach administracyjnych miasta Przedbórz w powiecie radomszczańskim w województwie łódzkim.
Ochronie podlega tu wzgórze Majowa Góra wraz ze znajdującym się na jej stokach kompleksem leśnym. Wzgórze ma wysokość 235 m n.p.m. i zbudowane jest z pochodzących z okresu jury piaskowców. Leży po lewej stronie rzeki Pilicy. W czasie kilkakrotnych badań geologicznych znajdowano tu skamieniałości amonitów. Wzgórze przecina wąwóz będący pozostałością po istniejącym tu od 1817 do lat 60. XX wieku kamieniołomie. Zbocza pokrywa las mieszany z przewagą sosny i domieszką brzozy i dębu. Ponadto na stokach rośnie śliwa tarnina, jarzębina, kalina oraz żarnowiec miotlasty.
Z Majowej Góry rozciąga się widok na Pasmo Przedborsko-Małogoskie. Widać stąd m.in. Bukową Górę oraz Fajną Rybę, będącą najwyższym wzniesieniem województwa łódzkiego. Przebiega tędy ścieżka dydaktyczna po mieście Przedborzu.